# Mike Thompson

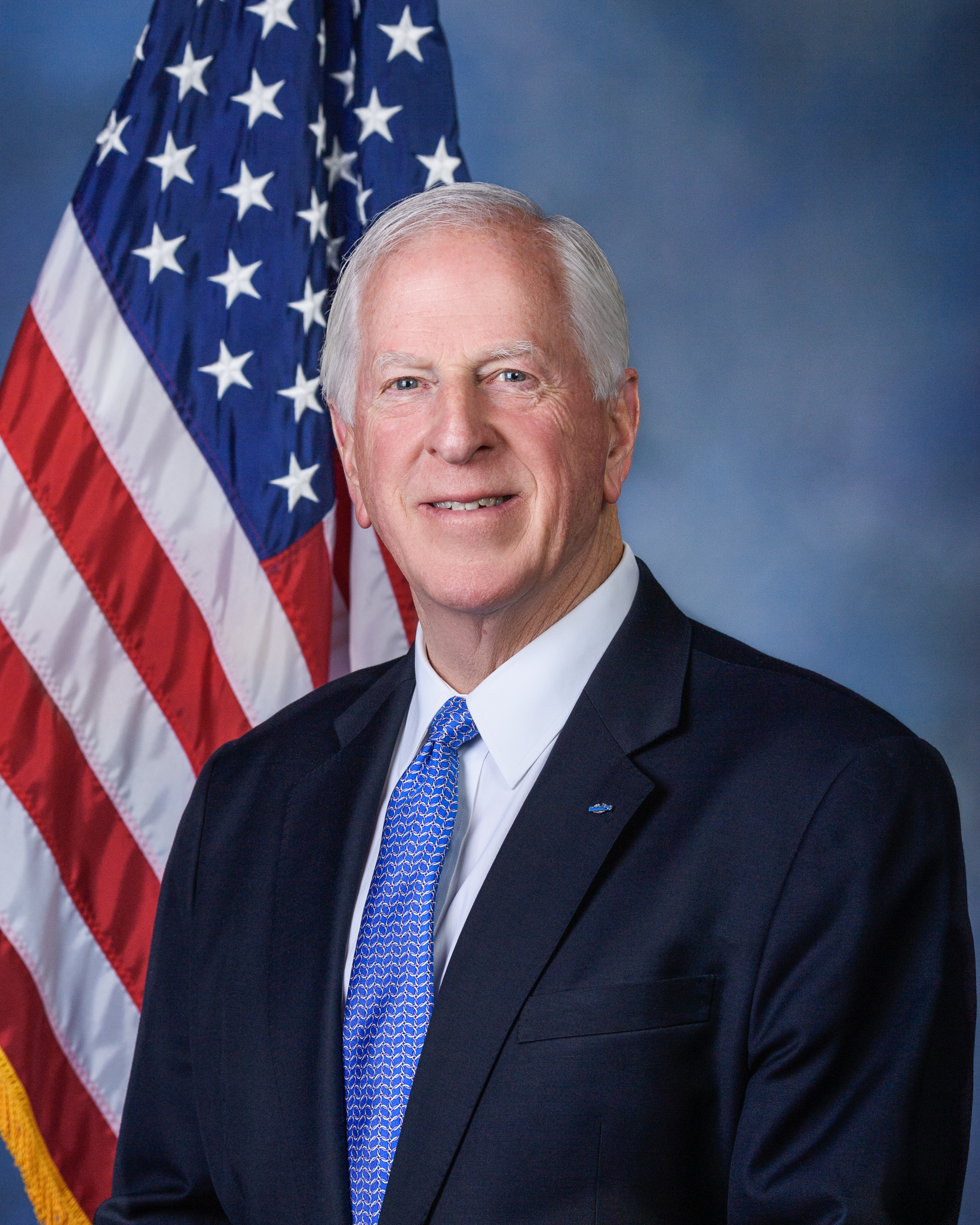
Mike Thompson (2019)

Charles Michael „Mike“ Thompson (* 24. Januar 1951 in St. Helena, Kalifornien) ist ein US-amerikanischer Politiker der Demokratischen Partei. Seit 1999 vertritt er den Bundesstaat Kalifornien, aktuell für den fünften Wahlbezirk, im Repräsentantenhaus der Vereinigten Staaten.

## Privatleben
Er besuchte die St. Helena High School in St. Helena und erlangte 1982 an der California State University, Chico einen Bachelor of Arts. Im Jahr 1996 konnte ebenfalls dort noch einen Master of Arts (entspricht dem deutschen Magister) in öffentlicher Verwaltung erlangen. Er kämpfte von 1969 bis 1972 als Staff Sergeant im 173rd Airborne Brigade Combat Team im Vietnamkrieg. Dort wurde er verwundet und erhielt dafür das Purple Heart.
Thompson ist mit einer Family nurse practitioner (Familien-Krankenschwester) verheiratet und hat zwei Söhne.

## Politik
Von 1982 bis 1983 gehörte er der California State Assembly (Repräsentantenhaus von Kalifornien) an. Ab dem Jahr 1990 saß er im Senat von Kalifornien. Diesen verließ er für sein Mandalt im US-Repräsentantenhaus 1998.
Als Mitglied des US-Repräsentantenhauses vertrat er zwischen 1999 und 2013 den ersten Kongresswahlbezirk des Bundesstaates Kalifornien. Seit 2013 vertritt er aufgrund einer Neustrukturierung der Distrikte den fünften Sitz von Kalifornien. Seit seiner ersten Wahl 1998 bis zur Wahl 2024 ist er bisher insgesamt dreizehn Mal wiedergewählt worden und gehört damit weiterhin dem Kongress der Vereinigten Staaten an. Seine neue Legislaturperiode im Repräsentantenhaus des 119. Kongresses läuft bis zum 3. Januar 2027.
Thompson ist Mitglied der moderat konservativen Blue Dog Coalition sowie zwei weiterer Caucuses.

### Politische Ansichten
Für einen Katholiken ungewöhnlich zählt Thompson zu den „pro-choice“-Politikern, d. h., er befürwortet eine liberale Abtreibungsgesetzgebung. Zusammen mit 47 weiteren katholischen Kongressabgeordneten unterzeichnete er ein Schreiben an den Kardinal Theodore McCarrick in Washington D.C., mit dem dieser davon abgebracht werden sollte, katholischen Abgeordneten wegen ihres Abstimmungsverhaltens die Sakramente vorzuenthalten.

### Ausschüsse
Er ist Mitglied in folgenden Ausschüssen des Repräsentantenhauses:
- Committee on Ways and Means
  - Health
  - Select Revenue Measures (Vorsitz)
- United States Congress Joint Committee on Taxation